# Igra prestolov (6. sezona)
Šesta sezona fantazijske dramske TV-serije Igra Prestolov se je pričela s premiero 24. aprila 2016 in je še v teku.
Televizijska hiša HBO je napovedala sezono 8. aprila 2014, skupaj s peto sezono. Za razliko od prejšnjih sezon je šesta v veliki meri sestavljena iz izvirne vsebine, le majhen del sledi vsebini Martinove seriji Pesmi ledu in ognja. Dogajanje v TV-seriji je namreč »dohitelo« zadnji roman Ples z zmaji, njegovo nadaljevanje, The Winds of Winter, pa v času predvajanja še ni izšlo. Ustvarjalci so od pisatelja izvedeli le nekaj osnovnih zapletov zgodbe. 

## Seznam epizod
| Št. epizode (skupno) | Št. epizode (sezona) | Naslov                                      | Premiera       | Gledalcev (v miljonih, ZDA) |
| -------------------- | -------------------- | ------------------------------------------- | -------------- | --------------------------- |
| 51.                  | 1.                   | The Red Woman (Rdeča ženska)                | 24. april 2016 | 7,94                        |
| 52.                  | 2.                   | Home (Dom)                                  | 1. maj 2016    | 7,29                        |
| 53.                  | 3.                   | Oathbreaker (Prisegolomec)                  | 8. maj 2016    | 7,28                        |
| 54.                  | 4.                   | Book of the Stranger (Knjiga neznanca)      | 15. maj 2016   | 7,82                        |
| 55.                  | 5.                   | The Door (Vrata)                            | 22. maj 2016   | 7,89                        |
| 56.                  | 6.                   | Blood of My Blood (Kri moje krvi)           | 29. maj 2016   | 6,71                        |
| 57.                  | 7.                   | The Broken Man (Zlomljen moški)             | 5. junij 2016  | 7,8                         |
| 58.                  | 8.                   | No One (Nihče)                              | 12. junij 2016 | 7,6                         |
| 59.                  | 9.                   | The Battle of the Bastards (Bitka pankrtov) | 19. junij 2016 | 7,66                        |
| 60.                  | 10.                  | The Winds of Winter (Vetrovi zime)          | 26. junij 2016 | 8,89                        |